# María Josefa Pimentel y Téllez-Girón
María Josefa de la Soledad Alfonso-Pimentel y Téllez-Girón, XV hrabina i XII księżna Benavente, księżna Osuny (ur. 26 listopada 1750 w Madrycie, zm. 5 października 1834 tamże) – hiszpańska arystokratka. Była córką Francisca Alfonsa-Pimentel y Borja i Maríi Faustiny Téllez-Girón y Pérez de Guzmán.

## Życiorys
Urodziła się jako hrabina Benavente, w 1771 roku wyszła za Pedra de Alcántara Téllez-Girón, IX księcia Osuny. Małżeństwo doczekało się przynajmniej dziesięciorga dzieci, z których pięcioro zmarło w wieku niemowlęcym.  

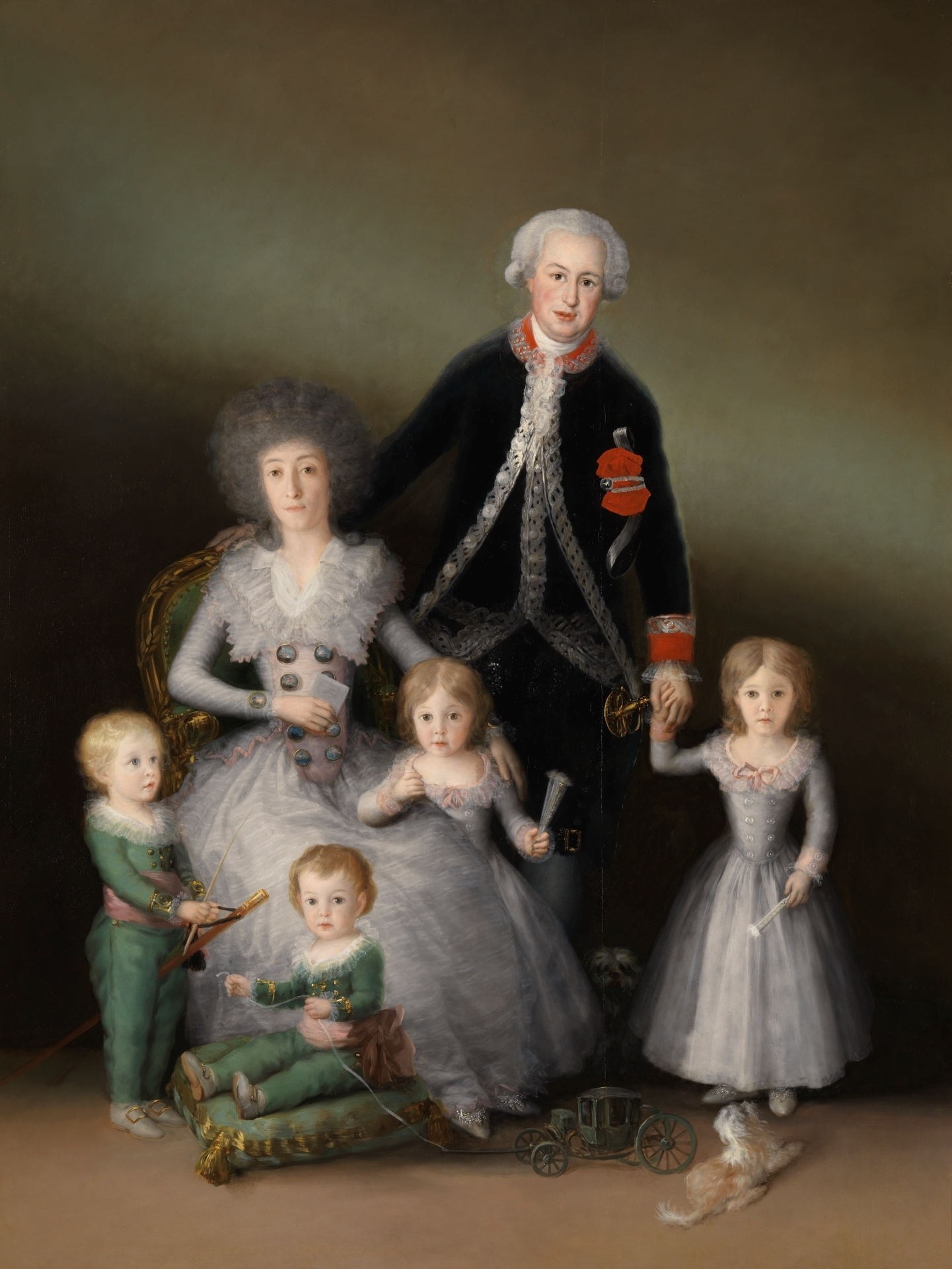
Książę i księżna Osuny z dziećmi, Goya, 1788

Według współczesnych jej źródeł hrabina nie była urodziwą, ale bardzo inteligentną i elegancką kobietą. Była światową osobowością wyróżniającą się wśród madryckiej arystokracji, gdzie rywalizowała z królową Marią Ludwiką i księżną Alba. Odegrała ważną rolę w hiszpańskim społeczeństwie epoki oświecenia, inicjując liczne dzieła społeczne. Jako przedstawicielka oświeconej arystokracji z końca XVIII wieku prowadziła jeden z najważniejszych salonów literackich Madrycie. Była jedną z pierwszych kobiet, które przyjęto do Real Sociedad Económica Matritense. Na terenie podmadryckiej rezydencji Alameda de Osuna utworzyła w 1784 roku park „El Capricho”, łączący styl francuski, angielski i włoski.
Razem z mężem roztoczyła mecenat nad Franciskiem Goyą i innymi artystami, pisarzami i naukowcami epoki. Nie tylko nabyła jedną z pierwszych serii Kaprysów Goi, ale także zamówiła u niego serię obrazów gabinetowych, których tematem były czarownice i gusła, m.in. Sabat czarownic. Po śmierci księcia w 1807 malarz kontynuował pracę dla księżnej, m.in. portretując ich dorosłe córki i synów.
Na portrecie wykonanym przez Goyę hrabina została przedstawiona w pozycji stojącej, jej osobie nadano niezwykle szlachetny wygląd oraz przenikliwe spojrzenie. Jej strój oraz fryzura hołdują paryskiemu stylowi Marii Antoniny, jej toaleta jest elegancka, ale nie frywolna. Na innym znanym portrecie Goya przedstawił księżną wraz z mężem i czworgiem dzieci.